# Hongersnood in de Hoorn van Afrika 2011

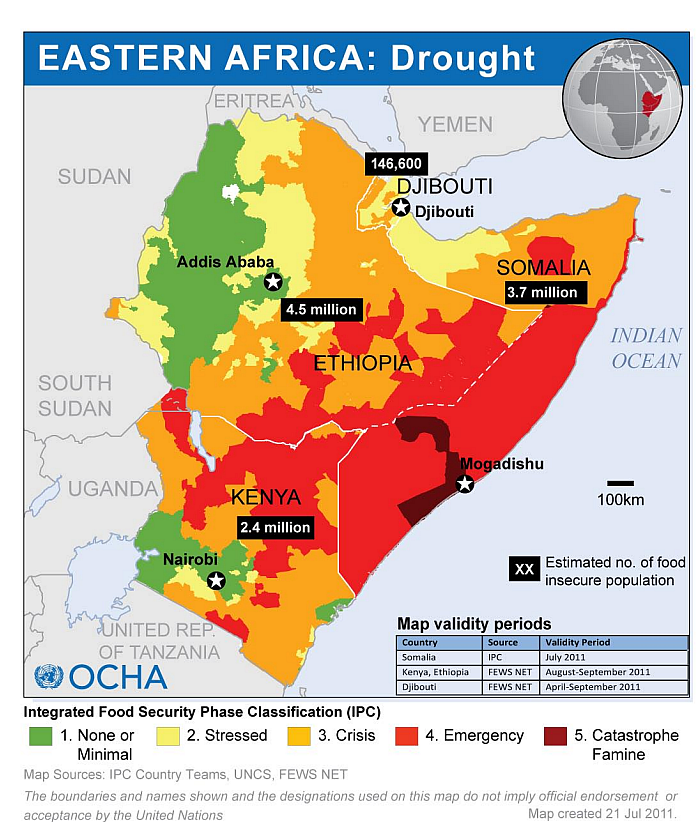
Voedselcrisis in de Hoorn van Afrika in IPC-kleurcodes. Geel: tekorten. Oranje: crisis. Rood: noodsituatie. Donkerrood: ramp/hongersnood

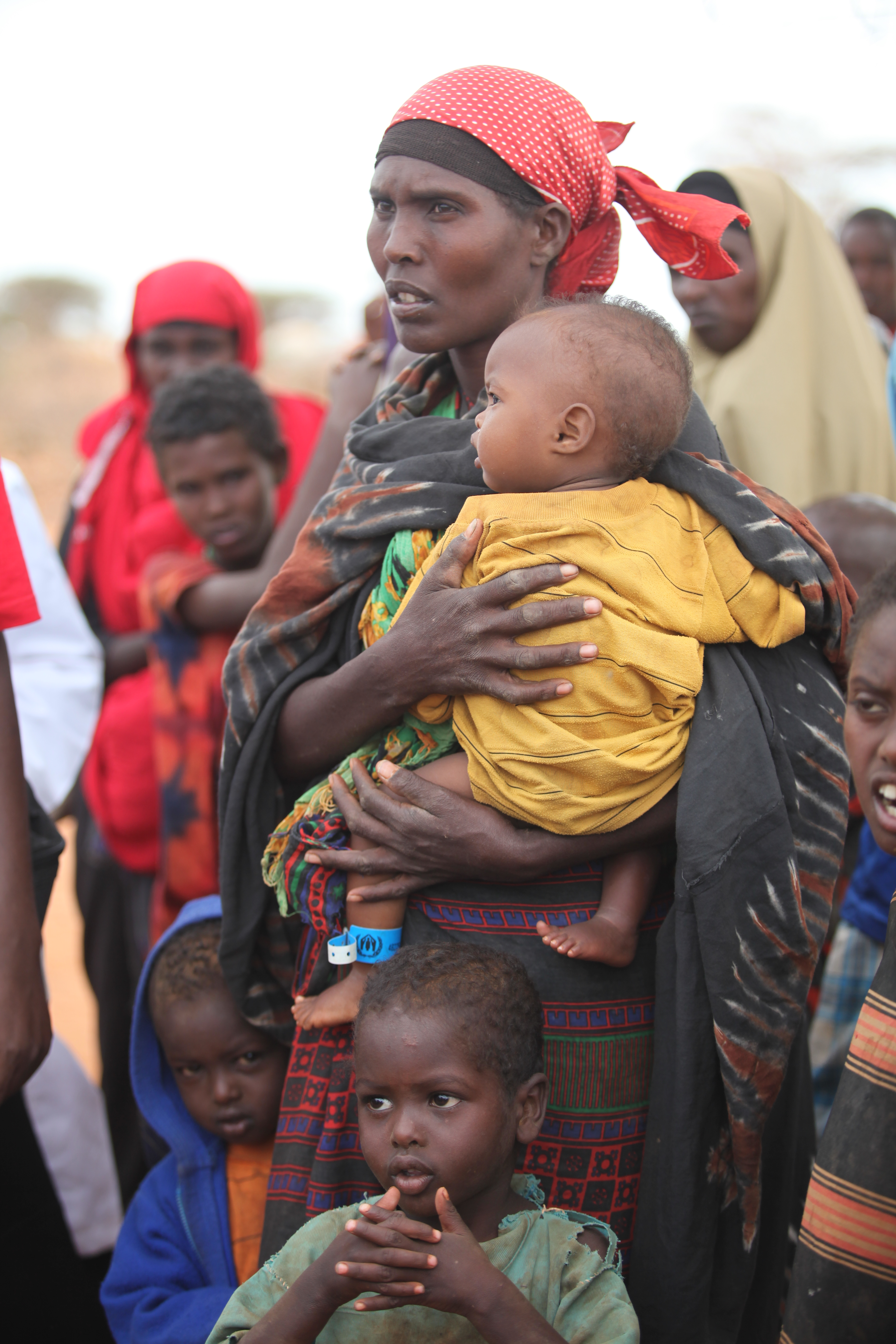
Somalische vluchtelingen wachtend op toegang tot de overvolle kampen in Dadaab, Kenia (2011)

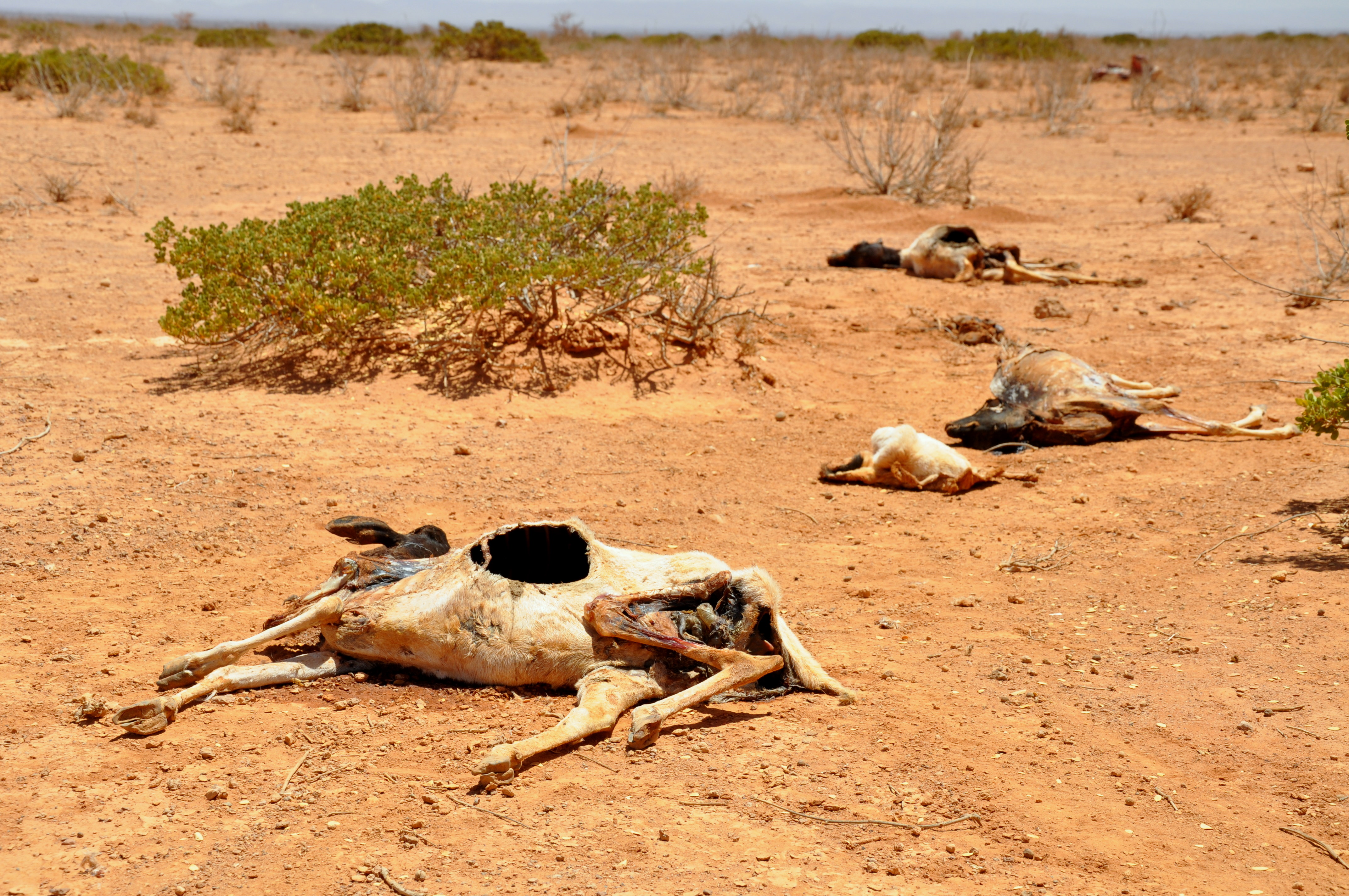
Schapen en geiten gestorven door de droogte in Waridaad in Somaliland (2011)

De hongersnood in de Hoorn van Afrika van 2011 was een hongersnood in de Hoorn van Afrika die is veroorzaakt door een ernstige droogte in de Oost-Afrikaanse regio. Deze droogte, die als "ergste in 60 jaar" is omschreven, heeft een ernstige voedselcrisis veroorzaakt in Somalië, Ethiopië en Kenia en vormt een bedreiging voor de levens van meer dan 12 miljoen mensen.
Andere landen in en rond de Hoorn van Afrika, waaronder Djibouti, Soedan, Zuid-Soedan en delen van Oeganda, werden ook getroffen door een voedselcrisis.
Op 20 juli 2011 heeft de Verenigde Naties twee regio's in Zuid-Somalië uitgeroepen tot hongersnoodgebieden; dit is de eerste keer in bijna dertig jaar dat de VN weer een hongersnood heeft afgekondigd.
In het zuiden van Somalië zijn naar schatting meer dan tienduizend mensen door honger omgekomen, nog voor de hongersnood officieel werd afgekondigd.

## Achtergrond
De droogte is veroorzaakt door de weersomstandigheden boven de Grote Oceaan, waaronder een ongewoon sterke La Niña, waardoor er geen neerslag is gevallen in twee opeenvolgende regenseizoenen. In Kenia, Somalië en Ethiopië was geen regen van betekenis gevallen. 
Het tekort aan regen had geleid tot het mislukken van oogsten en grote sterfte van vee, oplopend van 40% tot 60% in sommige gebieden. De voedselcrisis werd nog versterkt door rebellenactiviteit van de Al-Shabaab-beweging in het zuiden van Somalië.
Het uitblijven van een adequate reactie van de internationale gemeenschap, ondanks de vroegtijdige waarschuwingen over een ernstige voedselcrisis, is bekritiseerd door humanitaire organisaties die werkzaam zijn in de getroffen regio. Zo verklaarde Jane Cocking, directeur humanitaire hulp van Oxfam: “Dit is een ramp die voorkomen had kunnen worden en er zijn oplossingen voorhanden.”
Suzanne Dvorak, hoofd van de humanitaire organisatie Save the Children, schreef: "politici en beleidsmakers in de rijke landen zijn vaak sceptisch over het nemen van preventieve maatregelen omdat ze denken dat hulporganisaties de ernst van het probleem overdrijven. Regeringen van ontwikkelingslanden schamen zich over het feit dat men ze niet in staat acht hun eigen bevolking te voeden. [...] deze kinderen kwijnen weg in een ramp die we kunnen -en moeten- voorkomen."
Kort nadat de VN delen van Zuid-Somalië tot hongersnoodgebied had uitgeroepen, beschuldigde Oxfam een aantal Europese regeringen van het "bewust negeren" van de crisis, en verklaarde het: "De waarschuwingstekens zijn al maandenlang waargenomen en de wereld heeft daar traag op gereageerd. Een veel grotere langetermijninvestering in de productie van levensmiddelen en de basisontwikkeling is nodig om mensen te helpen het hoofd te bieden aan uitblijvende regenval en ervoor te zorgen dat dit de laatste hongersnood in de regio is."

## Internationale hulp
Tot 21 juli 2011 was 1,1 miljard dollar aan hulp toegezegd.